# Nickel de Sabatier
Pour les articles homonymes, voir Sabatier et Senderens.
Le nickel de Sabatier,, également appelé nickel de Sabatier-Senderens, est un produit chimique formé de nickel pur finement divisé utilisé comme catalyseur. C'est le plus ancien catalyseur, découvert et utilisé par les chimistes Paul Sabatier et Jean-Baptiste Senderens dans de nombreuses réactions, en particulier dans les réactions d'hydrogénation. 
Le nickel de Sabatier est obtenu par réduction par l'hydrogène H2 de l'oxyde de nickel(II) NiO ou de l'hydroxyde de nickel(II) Ni(OH)2 pur, à basse température (300 à 350 °C), l'oxyde de nickel pouvant lui-même être obtenu par décomposition thermique du carbonate de nickel(II) NiCO3.